# Йохан III (Швеция)
Юхан III (на шведски: Johan III av Sverige) е крал на Швеция от династията Васа, който управлява от 1568 до 1592 г.

## Биография
Роден е на 20 декември 1537 година в Швеция. Той е първото дете от втория брак на баща му Густав Васа с Маргарета Лейонхювуд. Получава Финландия като наследствено херцогство и против волята на баща си започва да води самостоятелна активна политика.
След като по-големият му брат от първия брак на баща му Ерик XIV е коронован, в отношенията между двамата братя се заражда напрежение, тъй като и двамата се опитват да установят контрол над търговията с Русия. Юхан се сближава със Зигмунт II Август, кралят на враждебна Полша, жени се за сестра му Катерина Ягелонина и му заема значителна парична сума, срещу което получава седем замъка в Ливония. Тези му действия се разглеждат от страна на шведския Риксдаген като акт на измяна затова през 1563 г. му е издадена смъртна присъда. Юхан е заловен от войските на Ерик XIV и затворен в замъка Грипсхолм, където заедно с него доброволно отива и съпругата му Катерина. Впрочем това наказание било доста леко и Юхан посветил времето прекарано в замъка на богословски занимания.
През 1567 с обостряне на психичното заболяване на Ерик XIV Юхан е освободен от замъка и още на следващата 1568 г. с помощта на другия си брат Карл (бъдещият Карл IX), той сваля Ерик XIV от престола и лишавайки го от всичките му управленски права го хвърля в тъмница, където по всяка вероятност и нарежда да го убият впоследствие.
За да бъде признат от аристокрацията, която е загубила доста свои привилегии по време на управлението на предшествениците му Густав Васа и Ерик XIV, на Юхан III му се налага да направи някои отстъпки в нейна полза.
Умира на 17 ноември 1592 година в Стокхолм на 54-годишна възраст. Наследен е от сина си Сигизмунд III Васа.

## Семейство
През 1562 г. Юхан III сключва брак с Катерина Ягелонина, която му ражда три деца:
- Изабела Финландска (1564 – 1566)
- Сигизмунд III Васа (1566 – 1632)
- Анна Васа (1568 – 1625).

През 1584 се жени втори път за Гунила Юхансдотер Биелке, която му ражда син.
Юхан III има още четири незаконни деца от любовницата си Карин Хансдотер.